# Beaucoudray
Beaucoudray é uma comuna francesa na região administrativa da Normandia, no departamento Mancha. Estende-se por uma área de 4,76 km². Em 2010 a comuna tinha 135 habitantes (densidade: 28,4 hab./km²).